# Mörman

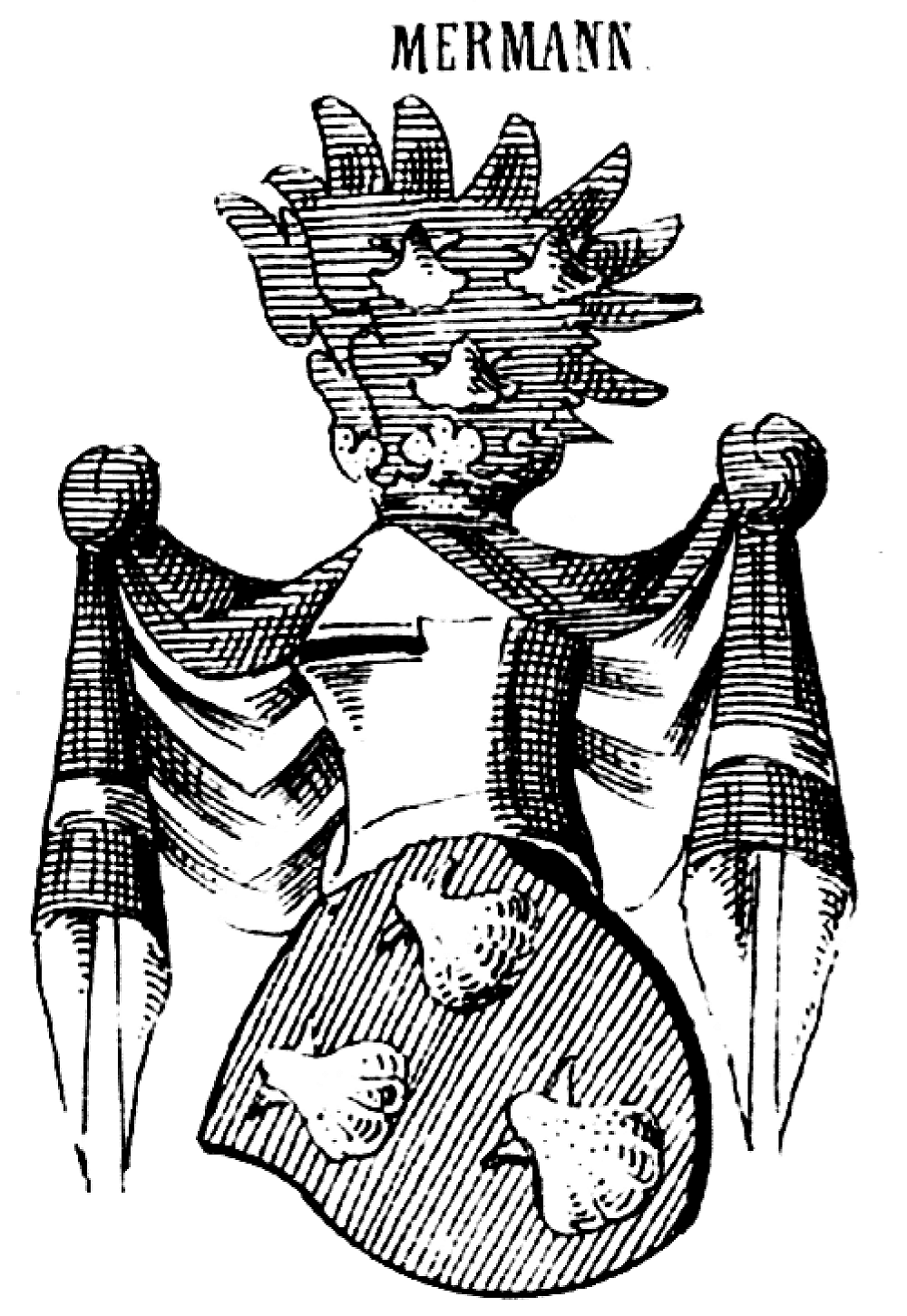
Wappen derer von Mörman / Mermann

Mörman oder Mörmann (auch: Mörman zu Schönberg, Mermann o. ä.) ist der Name eines bayerischen Adelsgeschlechts.

## Geschichte
Bekannte Familienmitglieder kommen in mehreren europäischen Ländern vor, hauptsächlich in Finnland, Schweden, Estland, Lettland und Deutschland. Es wird angenommen, dass die Familie aus dem ehemaligen schwedischen Herzogtum Livland mit dem Vorfahren Hugo Mörman stammt.
Thomas Mörmann zu Schönberg, geboren als Thomas Mermann, war 1589 herzoglich-bayerischer Rat und Leibarzt. Er wurde von Kaiser Rudolf II. in den Reichsadelsstand erhoben. 1728 kommt das Geschlecht noch in München vor.

## Wappen
Blasonierung: In Blau drei silberne Muscheln (2:1). Auf dem gekrönten Helm ein blauer Flug belegt mit den drei silbernen Muscheln. Die Helmdecken sind blau-silbern.

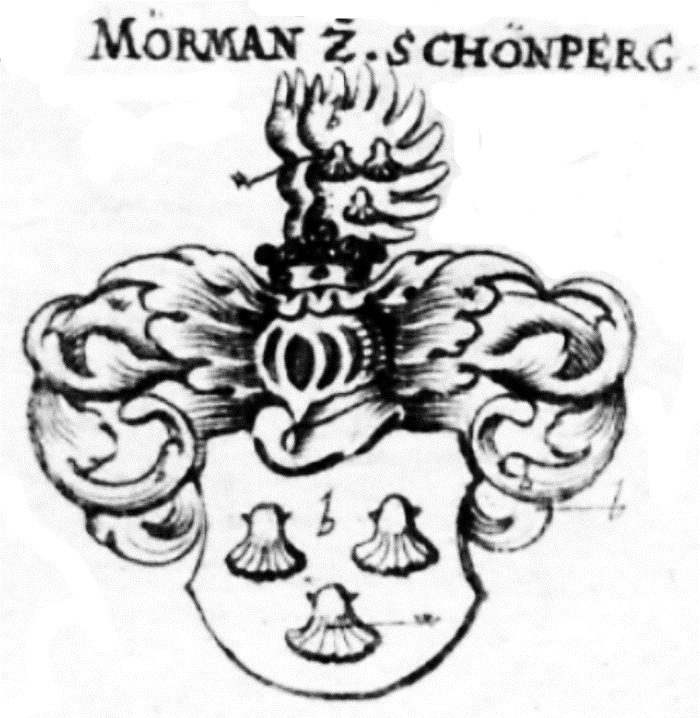
Wappen derer von Mörman zu Schönberg bei Siebmacher

## Namensträger
- Franz Hannibal von Mörmann († 1736), bayerischer Diplomat